# Karen Baker Landers
Karen Baker Landers (auch: Karen M. Baker) ist eine Tontechnikerin, die seit Beginn ihrer Karriere Anfang der 1970er Jahre am Tonschnitt von rund 90 Film- und Fernsehproduktionen beteiligt war. Ihre Arbeit wurde vielfach ausgezeichnet, unter anderem mit zwei Oscars in der Kategorie Bester Tonschnitt, zwei British Academy Film Awards in der Kategorie Bester Ton und fünf Golden Reel Awards der Motion-Picture-Sound-Editors-Gesellschaft. Sie wurde zudem für zwei weitere British Academy Film Awards und sieben weitere Golden Reel Awards nominiert.
Landers studierte an der California State University in Long Beach. Durch ihren Professor Steven Hubbard lernte sie die beiden Sounddesigner Mark Mangini and Richard Anderson kennen, bei denen sie ein Praktikum absolvierte und dort Tonproben für den Film Die Goonies sammelte. Seit 1988 arbeitet Landers regelmäßig mit Per Hallberg zusammen. Derzeit arbeitet sie für die Soundelux Entertainment Group in Hollywood.

## Filmografie (Auswahl)
- 1971: Directed by John Ford (Dokumentarfilm)
- 1980: Never Never Land
- 1981: Das Boot
- 1982: Blade Runner
- 1982: Enigma
- 1988: Ein Leben voller Leidenschaft (Everybody's All-American)
- 1988: Arthur 2 – On the Rocks (Arthur 2: On the Rocks)
- 1989: Die Killer-Brigade (The Package)
- 1989: Die Favoritin (The Favorite)
- 1989: Renegades – Auf eigene Faust (Renegades)
- 1990: Marilyn Hotchkiss’ Ballroom Dancing and Charm School (Kurzfilm)
- 1990: Narrow Margin – 12 Stunden Angst (Narrow Margin)
- 1990: Air America
- 1991: House Party 2
- 1991: Der Giftzwerg (Dutch / Driving Me Crazy)
- 1991: Mama, ich und wir zwei (Only the Lonely)
- 1991: Valkenvania – Die wunderbare Welt des Wahnsinns (Nothing But Trouble)
- 1992: Der letzte Mohikaner (The Last of the Mohicans)
- 1992: Auf und Davon (Leaving Normal)
- 1993: Walter & Frank – Ein schräges Paar (Wrestling Ernest Hemingway)
- 1993: Die Sache mit dem Feuer (Wilder Napalm)
- 1993: In the Line of Fire – Die zweite Chance (In the Line of Fire)
- 1993: Turtles III (Teenage Mutant Ninja Turtles III)
- 1993: Bodies, Rest & Motion
- 1994: Legenden der Leidenschaft (Legends of the Fall)
- 1994: Der Pagemaster – Richies fantastische Reise (The Pagemaster)
- 1994: Clifford – Das kleine Scheusal (Clifford)
- 1995: Heat
- 1995: Crossing Guard – Es geschah auf offener Straße (The Crossing Guard)
- 1995: Braveheart
- 1996: Albino Alligator
- 1996: Mut zur Wahrheit (Courage Under Fire)
- 1997: Im Auftrag des Teufels (The Devil’s Advocate)
- 1997: Wild America
- 1998: Düstere Legenden (Urban Legend)
- 1998: Godzilla
- 1998: The Replacement Killers – Die Ersatzkiller (The Replacement Killers)
- 1999: Tarzan
- 2000: Lebenszeichen – Proof of Life (Proof of Life)
- 2000: Bait – Fette Beute (Bait)
- 2000: Der Patriot (The Patriot)
- 2000: Gladiator
- 2001: Black Hawk Down
- 2001: Evolution
- 2001: The Sky Is Falling
- 2001: Hannibal
- 2002: Without a Trace – Spurlos verschwunden (Without a Trace, Fernsehserie)
- 2002: Die Bourne Identität (The Bourne Identity)
- 2003: Jenseits aller Grenzen (Beyond Borders)
- 2003: Parallel Passage (Kurzfilm)
- 2003: Tricks (Matchstick Men)
- 2003: Seabiscuit – Mit dem Willen zum Erfolg (Seabiscuit)
- 2004: Ray
- 2004: Die Bourne Verschwörung (The Bourne Supremacy)
- 2004: Van Helsing
- 2005: The Big White – Immer Ärger mit Raymond (supervising sound editor)
- 2005: Die Insel
- 2006: Ein gutes Jahr (A Good Year)
- 2006: Step Up
- 2006: Doogal
- 2006: Antarctica – Gefangen im Eis (Eight Below)
- 2007: American Gangster
- 2007: Eine neue Chance (Things We Lost in the Fire)
- 2007: Das Bourne Ultimatum (The Bourne Ultimatum)
- 2007: Freedom Writers
- 2008: Der Mann, der niemals lebte (Body of Lies)
- 2008: Eagle Eye – Außer Kontrolle (Eagle Eye)
- 2008: 27 Dresses
- 2009: G.I. Joe – Geheimauftrag Cobra (G.I. Joe: The Rise of Cobra)
- 2009: Selbst ist die Braut (The Proposal)
- 2010: Love Ranch
- 2010: Wolfman
- 2011: Der perfekte Ex (What's Your Number?)
- 2011: Green Lantern
- 2011: Ich bin Nummer Vier (I Am Number Four)
- 2012: Unterwegs mit Mum (The Guilt Trip)
- 2012: James Bond 007: Skyfall (Skyfall)
- 2012: Ghost Recon: Alpha (Kurzfilm)
- 2013: Carrie
- 2013: Standing Up
- 2013: Hänsel und Gretel: Hexenjäger (Hansel & Gretel: Witch Hunters)
- 2014: Dracula Untold
- 2014: RoboCop
- 2014: Dead Snow – Red vs. Dead
- 2015: Vor ihren Augen (Secret in Their Eyes)
- 2015: James Bond 007: Spectre (Spectre)
- 2015: Miss Bodyguard – In High Heels auf der Flucht (Hot Pursuit)

## Auszeichnungen
- 2002: Golden Reel Award für Black Hawk Down (Dialogue and ADR zusammen mit Per Hallberg, Chris Jargo, Mark L. Mangino und Chris Hogan)[3]
- 2002: Golden Reel Award für Black Hawk Down (Effects & Foley zusammen mit Per Hallberg, Craig S. Jaeger, Jon Title, Christopher Assells, Dino Dimuro, Dan Hegeman, Michael A. Reagan, Gregory Hainer, Perry Robertson, Peter Staubli, Bruce Tanis, Michael Hertlein und Solange S. Schwalbe)[3]
- 2005: British Academy Film Award in der Kategorie Bester Ton|Bester Ton für Ray (zusammen mit Per Hallberg, Steve Cantamessa, Scott Millan, Greg Orloff und Bob Beemer)[4]
- 2008: Golden Reel Award für Das Bourne Ultimatum (Sound Effects and Foley zusammen mit Per Hallberg, Craig S. Jaeger, Kelly Oxford, Peter Staubli, Christopher Assells, Dino Dimuro, Dan Hegeman, Ann Scibelli, Jon Title, Chris Hogan und Hector C. Gika)[5]
- 2008: Golden Reel Award für Das Bourne Ultimatum (Dialogue and ADR zusammen mit Per Hallberg, Anna MacKenzie, Frederick H. Stahly, Kimaree Long, Chris Jargo und Michelle Pazer)[5]
- 2008: British Academy Film Award in der Kategorie Bester Ton für Das Bourne Ultimatum (zusammen mit Kirk Francis, Scott Millan, David Parker und Per Hallberg)[6]
- 2008: Oscar in der Kategorie Bester Tonschnitt für Das Bourne Ultimatum (zusammen mit Per Hallberg)[7]
- 2013: Golden Reel Award für James Bond 007: Skyfall (zusammen mit Per Hallberg, Peter Staubli, Christopher Assells, Craig S. Jaeger, Dan O’Connell, John T. Cucci, Dino Dimuro, Dan Hegeman, William R. Dean und Piero Mura)[8]
- 2013: Oscar in der Kategorie Bester Tonschnitt für James Bond 007: Skyfall (zusammen mit Per Hallberg, Gleichstand mit Paul N. J. Ottosson für Zero Dark Thirty)[9]